# سبدنشین بال‌حنایی

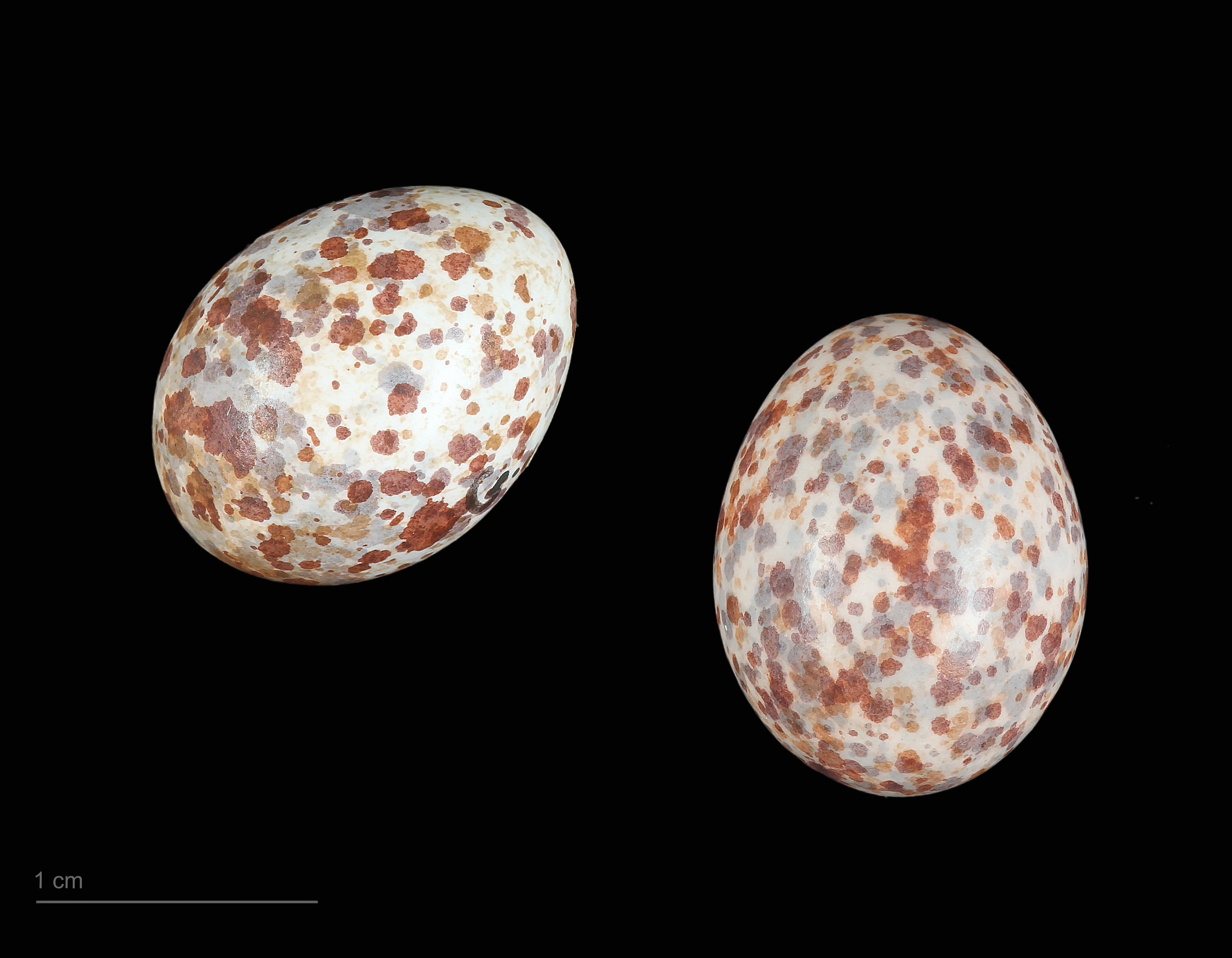
Cisticola galactotes

سبدنشین بال‌حنایی (نام علمی: Cisticola galactotes) نام یک گونه از سرده سبدنشین است.